# فافي مجدي
فافي مجدي ()، هي ممثلة مصرية ظهرت في سنوات ستينات القرن العشرين، وكانت البداية مع فرصة قدمها المخرج حسن الصيفي للمشاركة في فيلمه «بنات بحري».

## قائمة أعمالها
فيلم «بنات بحري» للمخرج حسن الصيفي عام 1960
فيلم «العاشقة» للمخرج السيد زيادة عام 1960
فيلم «حياتي هي الثمن» للمخرج حسن الإمام 1961
فيلم «حياة وأمل» للمخرج زهير بكير 1961
فيلم «حيرة وشباب» للمخرج زهير بكير 1962
فيلم «أصعب جواز» للمخرج محمد نبيه 1970

## وصلات خارحية
https://elcinema.com/person/1982677 فافي مجدي
https://dhliz.com/artist/ZUoJB8xv4Tw/ فافي مجدي
https://karohat.com/Person/2a748ae4-14c8-4974-98ea-cf7ee69e60a0 فافي مجدي